# Familiaris consortio
Familiaris Consortio é uma exortação apostólica, do Papa João Paulo II, de 22 de novembro de 1981, "sobre a função da família cristã no mundo de hoje".
A exortação vai dirigida ao clero e a toda Igreja, mas na sua abertura o autor afirma que "Dirige-se particularmente aos jovens, que estão para encetar o seu caminho para o matrimónio e para a família, abrindo-lhes novos horizontes, ajudando-os a descobrir a beleza e a grandeza da vocação ao amor e ao serviço da vida."
O documento foi editado por provocação do Sínodo dos Bispos celebrado em Roma de 26 de Setembro a 25 de Outubro de 1980 a propósito do questionamento que hoje se faz sobre esta instituição em razão das transformações por que tem passado a sociedade moderna. O documento considera a família um dos bens mais preciosos da Humanidade.
Entende que numerosas forças, neste momento histórico, pretendem destruir ou deformar a família, e que o bem da sociedade está intimamente ligado à família, vê-se, portanto, na obrigação de proclamar com mais veemência os valores cristãos contidos no Evangelho a este respeito de modo a propiciar uma renovação da sociedade.
O documento tem o seguinte roteiro:
- Introdução.

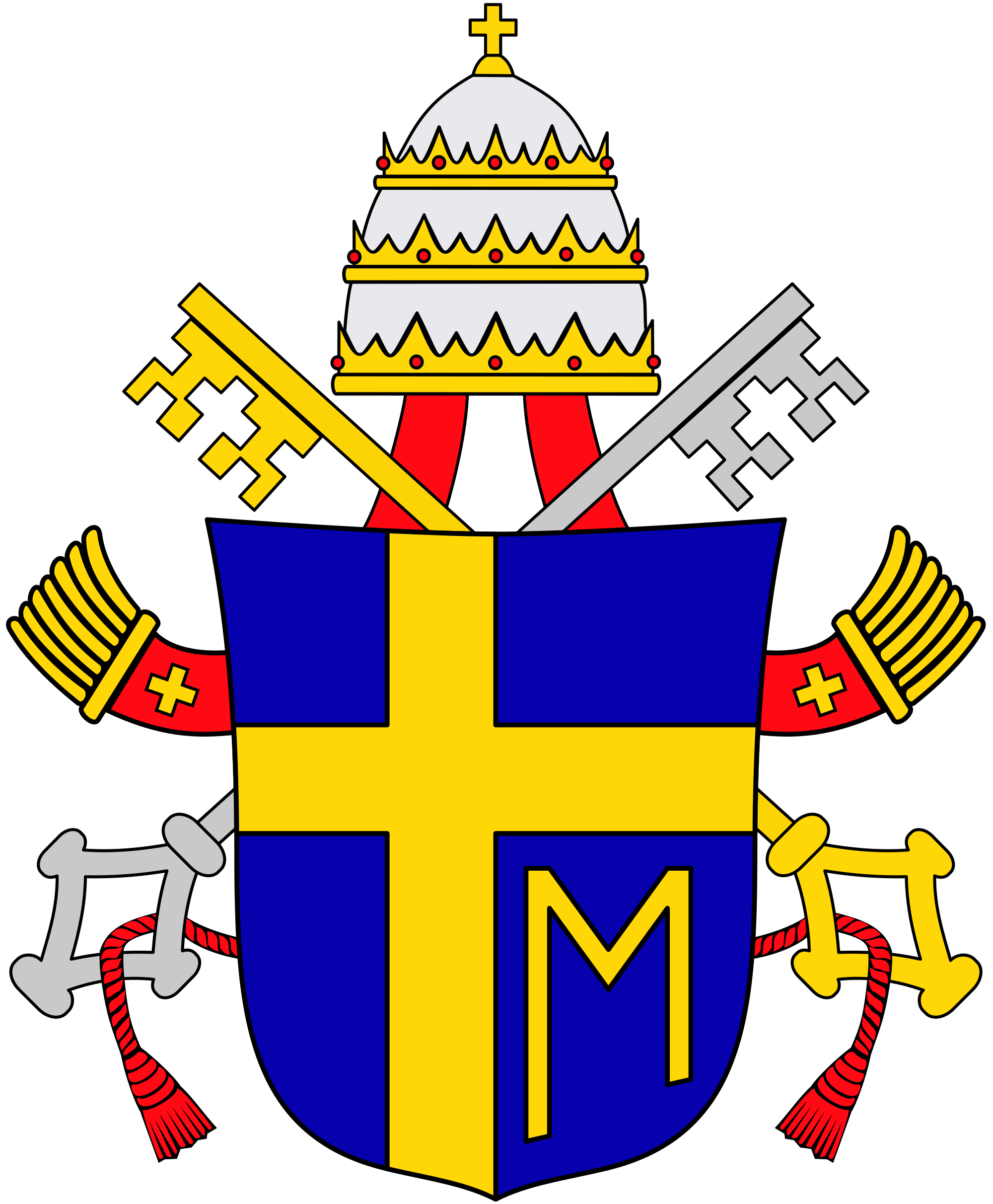
Brasão pontifício de João Paulo II.

- I. Luzes e sombras da família de hoje.

- II. O desígnio de Deus sobre o Matrimônio e sobre a Família de hoje.

- III. Os deveres da Família Cristã.

Educar para o catolicismo não por tradição, mas pelo grave compromisso assumido com Deus pelo matrimônio.
a) A formação de uma comunidade de pessoas.
b) O serviço à vida.
c) A participação no desenvolvimento da sociedade.
d) A participação na vida e na missão da Igreja.
- IV. A Pastoral Familiar: Etapas, estruturas, responsáveis e situações.

a) Etapas da Pastoral Familiar.
b) Estruturas da Pastoral Familiar.
c) Os responsáveis da Pastoral Familiar.
d) A Pastoral Familiar nos casos difíceis.
- Conclusão: O futuro da humanidade passa pela família.

## Vide
- Doutrina Social da Igreja
- Família na Doutrina Social da Igreja
- Casamento religioso
- Família

## Ligação externa
- Familiaris Consortio Texto completo em português.